# 주애닌 클레이
주애닌 클레이(Juanin Clay, 본명: Juanin Clay de Zalduondo, 1949년 11월 26일 ~ 1995년 3월 12일)는 미국의 배우, 텔레비전 배우, 영화배우이다.
캘리포니아주 로스앤젤레스에서 태어났으며 동일 지역에서 사망하였다. 사인은 질병이다.

## 영화
- 케네디가의 신화 (1985년)
- 위험한 게임 (1983년) - 팻 힐리 역
- 고독한 방랑자의 전설 (1981년)